# 圆信

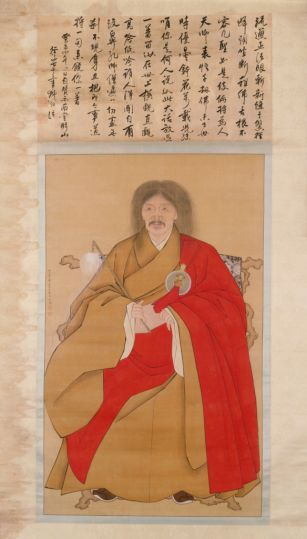
明·張琦繪《圓信像》，現藏於北京故宮博物院

圆信（1571年—1647年），俗姓朱，号雪庭、雪峤、语风老人，世称云门圆信，浙江鄞县（今寧波）人，明朝临济宗高僧。

## 生平
二十九岁出家，拜浙江會稽（今紹興）秦望山雲門普济寺妙祯为师，后参拜云栖袾宏和幻有正传。万历四十三年（1615年）为餘杭徑山寺千指庵住持，后在星子庐山开先寺、嘉興东塔寺住持佛事。弘揚云门宗，晚年住會稽云门寺。清顺治四年（1647年）圆寂，著有《雪峤圆信禅师语录》。

## 外部連結
- 廖肇亨：〈第一等偷懶沙門--雪嶠圓信與明末清初的禪宗 （页面存档备份，存于）〉。